# IAAF Golden League 2008
La IAAF Golden League 2008 è stata l'undicesima edizione della IAAF Golden League, circuito di meeting internazionali di atletica leggera organizzato dalla IAAF con cadenza annuale. Svoltasi nel periodo fra giugno e settembre, ha visto la presenza di sei meeting, tutti nel continente europeo, all'interno dei quali - come di consuetudine - si sono svolte, assieme ad altre competizioni, le specialità maschili e femminili valide per la conquista del jackpot, appannaggio degli atleti vincitori della stessa specialità in ognuna delle sei tappe della manifestazione. Una sola atleta è riuscita in questa impresa, la keniana Pamela Jelimo, messasi in luce nella ribalta mondiale proprio durante questa manifestazione, che si è aggiudicata tutte le gare negli 800 m. Durante la terza tappa, al Golden Gala di Roma, la russa Elena Isinbaeva stabilì il nuovo record del mondo del salto con l'asta con la misura di 5,03 m, due centimetri in più rispetto al precedente limite, da lei stessa stabilita nella finale dei Campionati del mondo del 2005 a Helsinki.

## Le tappe

Sedi dei meeting della ÅF Golden League 2008

I sei meeting in programma si sono svolti nel periodo fra il 1º giugno e il 5 settembre 2008 in sei differenti città europee.
| # | Meeting                     | Sede                 | Paese    | Data        | Resoconto |
| - | --------------------------- | -------------------- | -------- | ----------- | --------- |
| 1 | Internationales Stadionfest | Berlino              | Germania | 1º giugno   | resoconto |
| 2 | Bislett Games               | Oslo                 | Norvegia | 6 giugno    | resoconto |
| 3 | Golden Gala                 | Roma                 | Italia   | 11 luglio   | resoconto |
| 4 | Meeting Gaz de France       | Parigi - Saint-Denis | Francia  | 18 luglio   | resoconto |
| 5 | Weltklasse Zürich           | Zurigo               | Svizzera | 29 agosto   | resoconto |
| 6 | Memorial Van Damme          | Bruxelles            | Belgio   | 5 settembre | resoconto |

## Gli eventi
Sebbene in ogni meeting siano state organizzate varie competizioni, non tutte erano valide per il conseguimento del jackpot finale. Per l'anno 2008, infatti, le specialità valide erano sei in campo maschile e quattro in quello femminile:
| # | Uomini                 | Donne         |
| - | ---------------------- | ------------- |
| 1 | 100 m                  | 200 m         |
| 2 | 400 m                  | 800 m         |
| 3 | 1.500 m                | 100 m hs      |
| 4 | 400 m hs               | Salto in alto |
| 5 | Salto in lungo         | —             |
| 6 | Lancio del giavellotto | —             |

## Il jackpot
Il jackpot di un milione di dollari era appannaggio di quegli atleti che avrebbero vinto la stessa specialità in tutti i sei meeting della manifestazione. In caso di più atleti con sei vittorie il montepremi sarebbe stato diviso in parti eguali fra gli stessi. Nel caso in cui nessun atleta avesse vinto tutte le sei prove in programma, un jackpot ridotto della metà sarebbe stato assegnato agli atleti con cinque vittorie.

## Risultati
Di seguito sono indicati i vincitori delle gare di ognuno dei sei meeting della manifestazione.

### Uomini
| Specialità             | ISTAF Berlino                   | Bislett Games Oslo            | Golden Gala Roma              | Gaz de France Parigi - Saint-Denis | Weltklasse Zurigo             | Memorial Van Damme Bruxelles |
| ---------------------- | ------------------------------- | ----------------------------- | ----------------------------- | ---------------------------------- | ----------------------------- | ---------------------------- |
| 100 m                  | Nesta Carter 10"08              | Derrick Atkins 9"98           | Francis Obikwelu 10"04        | Marc Burns 10"14                   | Usain Bolt 9"83               | Usain Bolt 9"77              |
| 200 m                  | —                               | Brendan Christian 20"39       | —                             | —                                  | —                             | Usain Bolt 19"57             |
| 400 m                  | LaShawn Merritt 44"03           | Jeremy Wariner 43"98          | Jeremy Wariner 44"36          | Jeremy Wariner 43"86               | Jeremy Wariner 43"82          | Jeremy Wariner 44"44         |
| 800 m                  | Abraham Chepkirwok 1'44"53      | Abubaker Kaki Khamis 1'42"69  | Amine Laalou 1'44"27          | —                                  | —                             | Yusuf Saad Kamel 1'44"56     |
| 1.500 m / Miglio       | Augustine Kiprono Choge 3'31"57 | Thomas Lancashire 3'35"33     | Asbel Kiprop 3'41"64          | Augustine Kiprono Choge 3'32"40    | Haron Keitany 3'32"06         | Belal Mansoor Ali 3'35"94    |
| 1.500 m / Miglio       | —                               | Andrew Baddeley 3'49"38       | —                             | —                                  | —                             | —                            |
| 3.000 m                | —                               | —                             | —                             | Edwin Cheruiyot Soi 7'36"31        | —                             | —                            |
| 5.000 m                | Moses Ndiema Masai 12'50"55     | —                             | Sileshi Sihine 13'04"94       | —                                  | Kenenisa Bekele 12'50"18      | Eliud Kipchoge 13'06"12      |
| 10.000 m               | —                               | —                             | —                             | —                                  | —                             | Sileshi Sihine 27'06"97      |
| 110 m hs               | David Oliver 13"19              | —                             | Dayron Robles 13"08           | —                                  | Dayron Robles 12"97           | —                            |
| 400 m hs               | Bershawn Jackson 48"73          | Bershawn Jackson 48"15        | Kerron Clement 48"23          | Kerron Clement 48"33               | Angelo Taylor 48"07           | Kerron Clement 48"29         |
| 3.000 m siepi          | —                               |                               | Brimin Kiprop Kipruto 8'15"71 | Tareq Mubarak Taher 8'08"53        | Paul Kipsiele Koech 8'04"26   | Paul Kipsiele Koech 8'04"99  |
| Salto con l'asta       | Evgeniy Lukyanenko 5,85 m       | —                             | —                             | Steven Hooker 5,70 m               | —                             | —                            |
| Salto in lungo         | Hussein Taher Al-Sabee 8,21 m   | Hussein Taher Al-Sabee 8,19 m | Irving Saladino 8,30 m        | Irving Saladino 8,31 m             | Hussein Taher Al-Sabee 8,35 m | Miguel Pate 8,02 m           |
| Lancio del disco       | Ehsan Hadadi 69,12 m            | —                             | —                             | —                                  | —                             | —                            |
| Lancio del giavellotto | Tero Pitkämäki 85,20 m          | Andreas Thorkildsen 87,73 m   | Tero Pitkämäki 87,70 m        | Vadims Vasilevskis 85,61 m         | Andreas Thorkildsen 90,28 m   | Tero Pitkämäki 85,82 m       |
| Staffetta 4×100 m      | —                               | —                             | —                             | —                                  | Stati Uniti 38"01             | —                            |

In grassetto le specialità valide per il jackpot
     Atleti vincitori del jackpot
     Atleti che sono stati in lizza per la vittoria del jackpot

### Donne
| Specialità       | ISTAF Berlino                  | Bislett Games Oslo               | Golden Gala Roma             | Gaz de France Parigi - Saint-Denis | Weltklasse Zurigo      | Memorial Van Damme Bruxelles |
| ---------------- | ------------------------------ | -------------------------------- | ---------------------------- | ---------------------------------- | ---------------------- | ---------------------------- |
| 100 m            | —                              | Sheri-Ann Brooks 11"24           | —                            | —                                  | —                      | Kim Gevaert 11"25            |
| 200 m            | Sherone Simpson 22"43          | Bianca Knight 22"56              | Kerron Stewart 22"34         | Sanya Richards 22"56               | Allyson Felix 22"37    | Marshevet Hooker 22"62       |
| 400 m            | —                              | —                                | Allyson Felix 50"25          | —                                  | Sanya Richards 49"74   | —                            |
| 800 m            | Pamela Jelimo 1'54"99          | Pamela Jelimo 1'55"41            | Pamela Jelimo 1'55"69        | Pamela Jelimo 1'54"97              | Pamela Jelimo 1'54"01  | Pamela Jelimo 1'55"16        |
| 1.500 m          | —                              | —                                | —                            | Maryam Yusuf Jamal 3'59"99         | —                      | —                            |
| 5.000 m          | Sylvia Jebiwott Kibet 15'05"09 | Tirunesh Dibaba 14'11"15         | Tirunesh Dibaba 14'36"58     | Lucy Kabuu Wangui 14'38"47         | —                      | Vivian Cheruiyot 14'25"43    |
| 100 m hs         | Josephine Onyia 12"50          | Josephine Onyia 12"59            | Brigitte Foster-Hylton 12"60 | Delloreen Ennis-London 12"66       | LoLo Jones 12"56       | Delloreen Ennis-London 12"65 |
| 400 m hs         | —                              | —                                | Melaine Walker 54"36         | —                                  | —                      | —                            |
| 3.000 m siepi    | —                              | Gulnara Samitova-Galkina 9'14"77 | —                            | —                                  | —                      | —                            |
| Salto in alto    | Blanka Vlašić 2,03 m           | Blanka Vlašić 2,04 m             | Blanka Vlašić 2,00 m         | Blanka Vlašić 2,01 m               | Blanka Vlašić 2,01 m   | Ariane Friedrich 2,00 m      |
| Salto con l'asta | —                              | —                                | Elena Isinbaeva 5,03 m       | —                                  | Elena Isinbaeva 4,88 m | Elena Isinbaeva 4,72 m       |

In grassetto le specialità valide per il jackpot
     Atlete vincitrici del jackpot
     Atlete che sono state in lizza per la vittoria del jackpot

## Vincitori

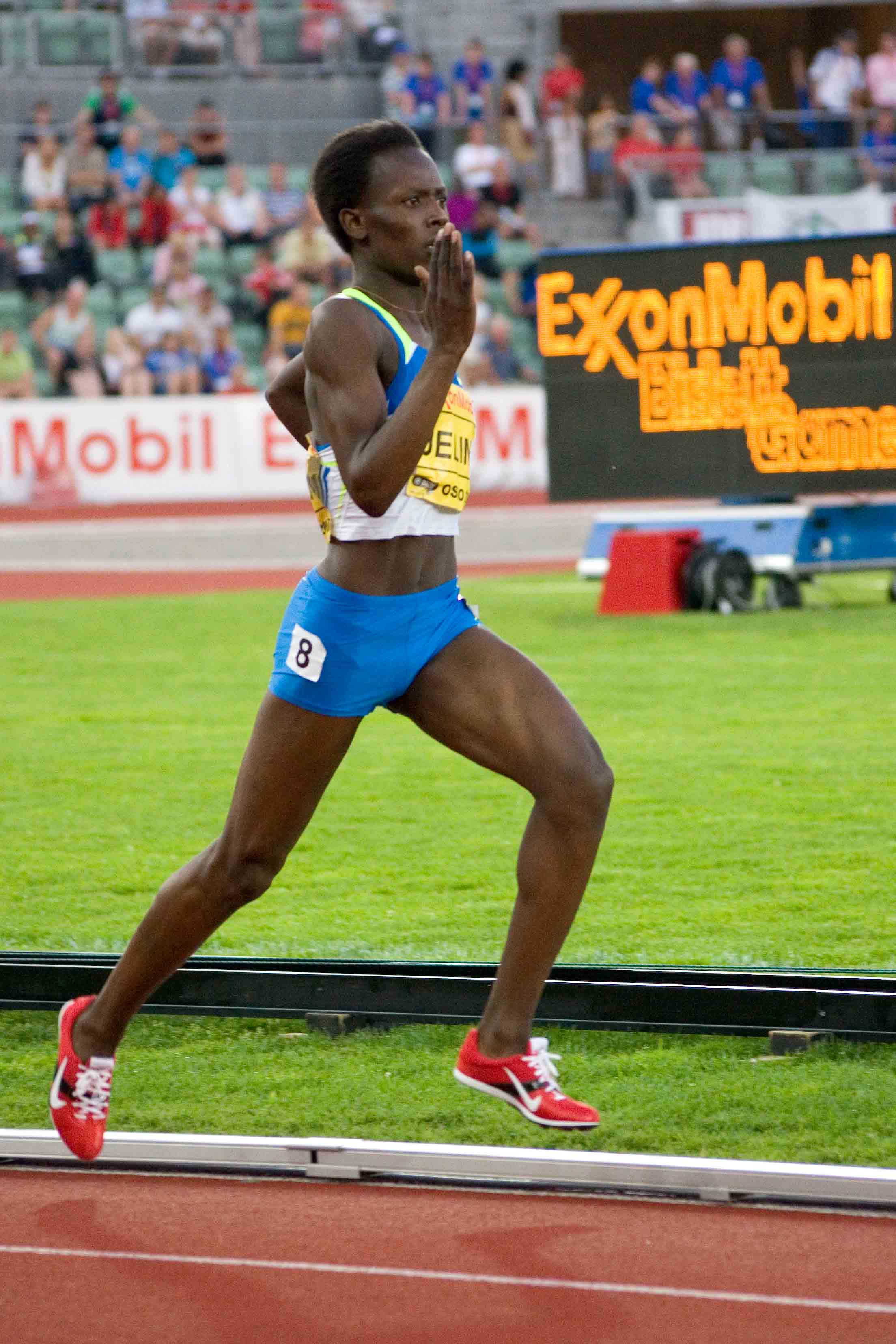
Pamela Jelimo impegnata negli 800 m dei Bislett Games durante la per lei vittoriosa ÅF Golden League 2008.

L'unica atleta capace di aggiudicarsi tutte le sei competizioni è stata, negli 800 m, la keniana Pamela Jelimo, che ha così conquistato l'intero milione di dollari del jackpot finale.
| Atleta        | Nazionalità | Specialità | Vittorie | Premio ($) |
| ------------- | ----------- | ---------- | -------- | ---------- |
| Pamela Jelimo | Kenya       | 800 m      | 6        | 1.000.000  |

Altri due atleti sono andati molto vicino alla conquista della Golden League: lo statunitense Jeremy Wariner, nei 400 m, che ha perso la prima tappa per soli 4 centesimi di secondo dal connazionale LaShawn Merritt e successivamente ha vinto tutte le rimanenti, e la croata Blanka Vlašić che, dopo aver dominato la stagione vincendo le prime quattro tappe, aver perso la finale dei Giochi Olimpici a pari misura (2,05 m) dalla belga Tia Hellebaut, aver quindi vinto la quinta tappa a Zurigo, ha infine perso — sempre a pari misura, questa volta contro la tedesca Ariane Friedrich — l'ultima e decisiva gara della manifestazione, precludendosi l'accesso al jackpot e una parziale consolazione per la vittoria olimpica da poco sfumata.